# ウォーレン・クリスティー
ウォーレン・クリスティー（Warren Christie、1975年11月4日 - ）は、北アイルランド・ベルファスト出身の俳優である。オンタリオ州ロンドンで育ち、ウィンザー大学を卒業した。現在はバンクーバー在住。

## 出演作品

### テレビ
- The Catch
- EYEWITNESS/目撃者（ライアン・ケイン）
- Motive
- シカゴ・ファイア（スコット・ライス）
- ARROW/アロー
- ALPHAS/アルファズ（キャメロン・ヒックス）
- ワンス・アポン・ア・タイム
- 沈黙の絆 TRUE JUSTICE2 PART0（ラドナー）
- ハッピー・タウン／世界一幸せな狂気
- ホームタウン 〜僕らの再会〜
- バトルスター・ギャラクティカ

### 映画
- アポロ18（ベン・アンダーソン）
- 沈黙の宿命　TRUE JUSTICE PART1（ブレット・ラドナー）
- 沈黙の啓示　TRUE JUSTICE PART2（ブレット・ラドナー）
- 沈黙の弾痕　TRUE JUSTICE PART4（ブレット・ラドナー）
- 沈黙の挽歌　TRUE JUSTICE PART5（ブレット・ラドナー）
- 沈黙の神拳　TRUE JUSTICE PART6（ブレット・ラドナー）
- ジョーズ・イン・ツナミ
- バチェラー・パーティ2 最後の貞操ウォーズ
- マンハッタン恋愛セラピー
- 再生の地 Land (2021)